# Aleksander Mardkowicz
Aleksander Mardkowicz (ur. 24 lutego 1875 w Łucku, zm. 5 kwietnia 1944 tamże) – polski pisarz, poeta, wydawca i działacz społeczny narodowości karaimskiej, krzewiciel kultury i języka karaimskiego.

## Życiorys
Urodził się w Łucku w niezamożnej rodzinie karaimskiej jako syn Marka, nauczyciela w miejscowej szkole podstawowej i Anny z domu Łokszyńskiej. W rodzinnym mieście ukończył szkołę podstawową oraz gimnazjum, w którym zdał maturę. Od tego czasu, by wspomóc finansowo rodziców, podjął pracę w biurze notarialnym. W 1901 roku opuścił Łuck, udając się w poszukiwaniu lepszych warunków pracy i życia początkowo do Brześcia, a potem do Jekaterynosławia. Tam również pracował w notariacie i jednocześnie kontynuował naukę na kursach prawniczych w Kijowie. W 1903 roku po zdaniu egzaminu uprawniającego do samodzielnego wykonywania zawodu notariusza otworzył własne biuro notarialne. W tym czasie założył rodzinę oraz aktywnie działał na rzecz społeczności karaimskiej. Po wybuchu rewolucji w Rosji Aleksander Mardkowicz wraz z rodziną zdecydował się wrócić do odrodzonej Polski.
W grudniu 1921 roku wrócił do Łucka, gdzie podjął pracę w jednym z notariatów oraz poświęcił się działalności społecznej na rzecz ludności karaimskiej. Był członkiem Komitetu Odbudowy Kienesy w Łucku i członkiem Zarządu Gminy, pełniąc przez pewien okres także funkcję prezesa. Uczestniczył w pracach nad uregulowaniem statusu prawnego Karaimów, przygotowaniem statutów poszczególnych gmin i statutu Karaimskiego Związku Religijnego w RP. W 1932 roku został czynnym członkiem Polskiego Towarzystwa Orientalistycznego. Uczestniczył w pracach Towarzystwa Miłośników Historii Karaimskiej. Od 1936 do właściwego nazwiska dodawał Kokizow, nawiązując do miejscowości, skąd pochodzili jego przodkowie i do pokrewieństwa z osiadłym od końca XVIII wieku na Krymie rodem Kokizow. Za swoje zasługi został odznaczony Srebrnym Krzyżem Zasługi oraz nadane zostało mu honorowe członkostwo gmin karaimskich w Łucku i Haliczu.
Działalność Mardkowicza została przerwana wraz z wybuchem II wojny światowej. Zmarł w 1944 roku w Łucku i został pochowany na miejscowym cmentarzu karaimskim, po którym obecnie nie ma śladu.

## Twórczość
Aleksander Mardkowicz jako literat zadebiutował w 1903 roku dwoma utworami wydrukowanymi w wychodzącej w Moskwie gazecie Karaimskaja Żizń. W 1927 roku wobec postępującego procesu wymierania języka karaimskiego, podjął zamiar zorganizowania karaimskiego wydawnictwa. Publikowane w nim prace miały na celu wzbudzenie wśród Karaimów zainteresowania własną przeszłością, umacnianie tradycji i poprzez dostarczenie materiału do lektury, także krzewienie znajomości języka.
W latach 1930–1939 wydał szesnaście tytułów, z czego jedenaście w języku karaimskim, których większości był autorem, sam przygotował wszystkie publikacje do druku i wydał na własny koszt. W cyklu Biblioteczka Karaimska ukazały się następujące jego utwory:
w języku karaimskim:
- 1939: Tozdurhan birtik (pol. Rozsypane ziarno)
- 1938: Szełomit
- 1937: Janhy jirłar (pol. Nowe pieśni)
- 1937: Halic (pol. Halicz)
- 1934: Aziz Tas (pol. Święty kamień)
- 1933: Aj Jaryhynda (pol. W świetle księżyca)
- 1931: Birthi Kekłernin (pol. Ziarno niebios)
- 1930: Elijahunun Ucuru (pol. Przygoda Elijahu)

w języku polskim:
- 1935: Karaim, jego życie i zwyczaje w przysłowiach ludowych
- 1932: Ogniska karaimskie (II wyd. 1934, III wyd. 1936)
- 1931: O Iljaszu Karaimowiczu zwierzchniku wojsk zaporoskich
- 1930: Synowie Zakonu

Oprócz tego w języku karaimskim wydał w 1931 roku zbiór starych pieśni religijnych Zemerłer oraz w 1932 roku kalendarz na lata 1933-1936 Łuwachłar dert jiłha (pol. Kalendarz na cztery lata), zawierający także artykuły popularnonaukowe i drobne utwory literackie. Z jego inicjatywy i na jego koszt ukazał się także Krótki wykład gramatyki języka zachodnio-karaimskiego Ananiasza Zajączkowskiego. Dla ułatwienia zrozumienia swoich publikacji wydał Słownictwo karaimskie. Karaimsko-polsko-niemiecki słownik (zeszyt I 1933, zeszyt II 1935). Liczące 4417 haseł dzieło aż do 1973 roku, kiedy to wydany został Karaimsko-russko-pol’skij slovar (pol. Słownik karaimsko-rosyjsko-polski), pozostawało właściwie jedynym słownikiem tego języka.
Aleksander Mardkowicz był także pomysłodawcą utworzenia czasopisma w języku karaimskim. Pierwotnie miało ono nosić tytuł Biźnin Jołumuz (pol. Nasza Droga), ze względu jednak na podobieństwo do nazwy innego periodyku wychodzącego na Krymie, nazwa została zmieniona na Karaj Awazy (pol. Głos Karaima). Pierwszy numer ujrzał światło dzienne w 1931 roku. W sumie w latach 1931-1939 Mardkowicz wydał 12 numerów Karaj Awazy. Publikował tam utwory własne oraz innych karaimskich autorów, m.in. wiersze Zachariasza Abrahamowicza. Współpracował także z czasopismem Myśl Karaimska.
Bogate zbiory Mardkowicza pozostały w Łucku. Rękopisy jego prac i utworów, z których część nie była dotąd ogłoszona drukiem, znajdują się w zbiorach Komitetu Nauk Orientalistycznych Polskiej Akademii Nauk w Warszawie.

## Życie prywatne
W 1910 roku poślubił Rozalię Sandomirską, z którą miał córkę Tamarę oraz synów Anatola i Marka. Jego potomkowie obecnie mieszkają w Polsce, m.in. w Gdańsku.